# Budynek Dyrekcji Naczelnej Huty Stalowa Wola
Budynek Dyrekcji Naczelnej Huty Stalowa Wola – budynek zbudowany w stylu art deco znajdujący się w Stalowej Woli. Uznawany za jeden z najcenniejszych przejawów tego stylu w architekturze Polski.

## Historia
W 1936 roku rozpoczęto budowę Zakładów Południowych w Stalowej Woli w ramach Centralnego Okręgu Przemysłowego. Stalowa Wola była największą realizacją urbanistyczną COPu, powstawała od zera i uzyskała prawa miejskie w 1938 roku. Miasto zostało zbudowane w stylu modernistycznym; część budynków administracyjnych powstała w reprezentacyjnym stylu art deco.
Budynek został zaprojektowany przez Jana Bitnego-Szlachtę. Był budowany w latach 1937-1938 i służył jako siedziba dyrekcji Zakładów Południowych Centralnego Okręgu Przemysłowego, a następnie Huty Stalowa Wola. Obiekt został przekazany Urzędowi Miasta Stalowej Woli, znajdują się w nim wydziały urzędu do spraw obsługi inwestorów i promocji gospodarczej.

## Architektura

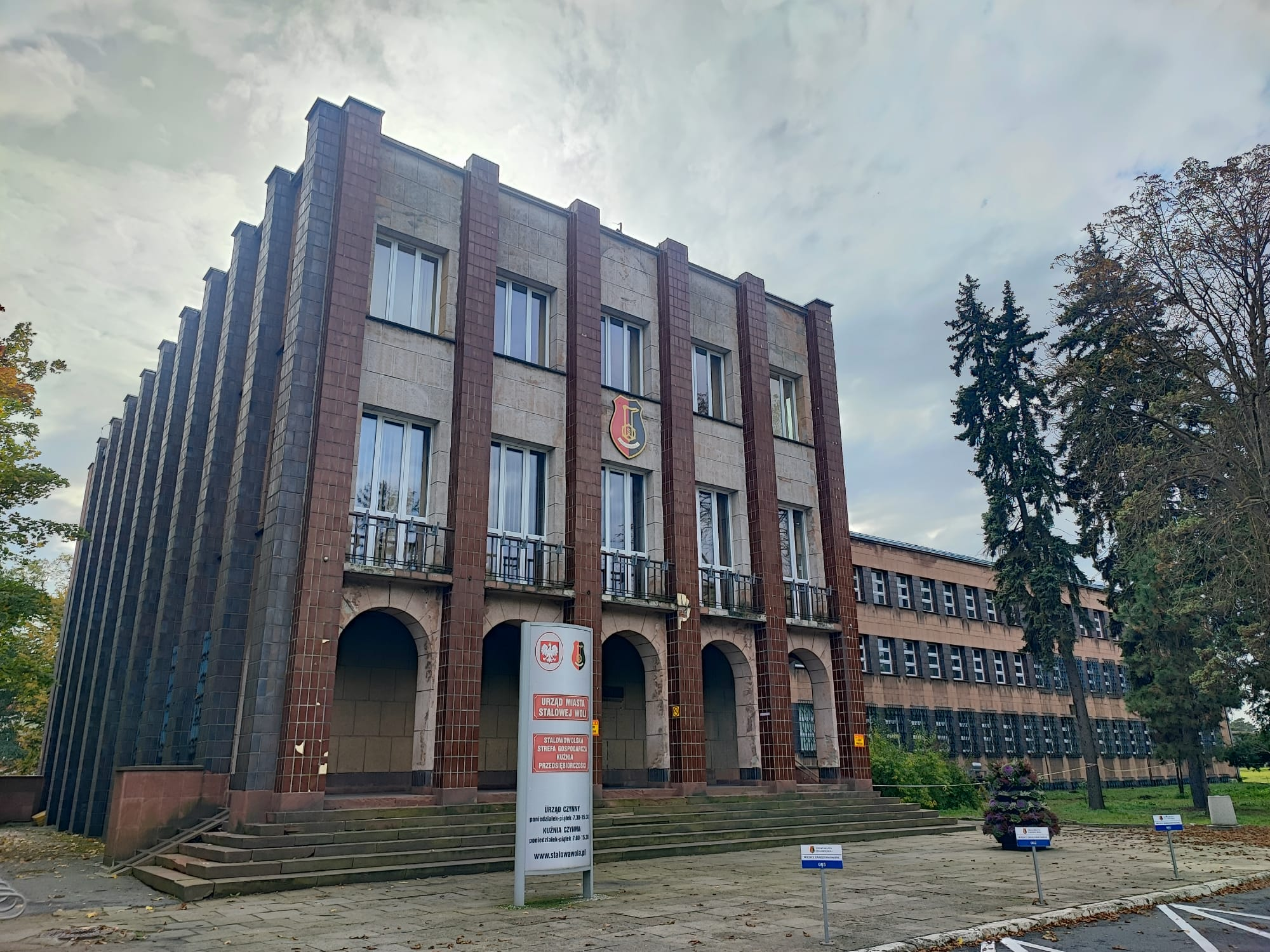
Fasada budynku

### Fasada budynku
Gmach zachował się praktycznie w stanie nienaruszonym. Kubatura budynku wynosi 16 500 m³. Gmach powstał w stylu art deco z nawiązaniem do stylistyki umiarkowanego klasycyzującego modernizmu. Architektura budynku jest reprezentacyjna, fasadę zdobią przeszklone ryzality, uskoki, podcienie i ciemnobrązowa cegła klinkierowa. 
Nad wejściem głównym znajduje się ściana z geometrycznym zegarem; budynek zdobią różnorodne otwory okienne i balkonowe loggie.  Na filarach gmachu dyrekcji i na kratkach w oknie parteru znajdują się uproszczone wizerunki orła, składające się z dwóch łuków połączonych prętem. 

### Wnętrze
Wnętrzne budynku jest utrzymane w stylistyce luksusowej wersji stylu art deco. W holu gmachu znajdują się graniaste filary obłożone szarym marmurem i kamienna posadzka ułożona w duże kwadraty. Poszczególne kondygnacje wnętrz budynku łączą szerokie schody.